# Жак Лористон
Жак Александар Бернар Лористон (фр. Jacques Alexandre Law de Lauriston; Пондишери, 1. фебруар 1768 — Париз, 12. јун 1828) био је француски маршал, дипломата и гувернер Венеције. Освојио је Дубровник
(1806). После рестаурације служио је Бурбоне.